# 山本康二
山本 康二（やまもと こうじ、1971年10月22日 - ）は日本の実業家。若者と企業と世界をつなぐグローバルパートナーズ（旧 アリババマーケティング）創業者社長。通称は「ゾス山本」。20代にして光通信取締役、30代にして常務取締役に就任。光通信常務取締役として1万人の組織を構築し、獲得売上累計1兆円を樹立。過去にクレイフィッシュ（現・e-まちタウン）代表取締役就任し、ユニバーサルソリューションシステムズ（現・INEST、JASDAQ上場）社長などを務めた。若者の育成に力を入れており、累計700名以上の社長を輩出。埼玉県所沢市出身、東京国際大学商学部卒業。

## 来歴

### 幼少期・学生時代
埼玉県所沢市生まれ。所沢市立富岡中学校、埼玉県立川越高等学校、東京国際大学商学部を卒業。
小学校は偉人の伝記や漫画を見て「世の役に立つ人になるぞ」とボーイスカウトに熱心だった。中学はバレーボール部主将で生徒会長を務め、オール5を取る神童だった。予習も復習もせず、その場で先生に質問して覚えている優等生。高校は埼玉県TOPクラスの進学校に入学するが、レールにのる同級生を横目に尾崎豊の世界に傾倒。白紙のテストを出し続け、0点の答案用紙を積み重ねる。優等生ながら劣等生を演じることで“自立”と“社会的存在意義”を哲学した、と称している。
大学ではメディアや統計学、マーケティングを学び、これからは「知る欲求」や「発信する欲求」が増え、IT技術が必要になる時代がくると思う。在学中にアメリカ留学、車で目的のない旅をして様々な人種の人達と触れ合った。

### 光通信時代
1995年（平成7年）に光通信に入社。インターネットメディア事業、パートナーシップ事業、業種特化事業など、数々の法人向け事業で国内トップシェアを獲得。
1999年（平成11年）28歳にして光通信取締役に就任する。光通信で殿堂入りし、“伝説の営業マン”と称されるようになった
2006年（平成18年）光通信取締役法人事業本部長、2008年（平成20年）光通信常務取締役に就任し、1万人の組織を構築する。

### 起業
2009年（平成21年）海外進出支援事業の企画を進める中でアリババを知り、今後の日本経済や中小企業にとって非常に魅力的で有益なサービスであると確信。ソフトバンクの孫正義、光通信の重田康光、アリババのジャック・マーから出資を受け、日本におけるアリババの独占販売権をもった会社アリババマーケティングを設立し、社長に就任。日本国内におけるアリババの総括代理店事業を経て、日本国内におけるアリババの総括代理店事業に従事し、アリババサイト上に3年間で20万製品を掲載。
アリババを通じた海外進出支援事業を経て、より総合的な中小企業支援体制を目指し、13年に同社をグローバルパートナーズ株式会社へ商業変更し、その後MBOを実施。「若者と、企業と、世界をつなぐ」をビジョンに掲げる。
2014年（平成26年）セブ島にて語学研修、ドバイにてジャパントレードセンターを設立し、ワンストップで日本企業のグローバル展開を支援。
2018年（平成30年）YouTubeキーワードチャンネル事業を開始しYouTubeCM動画制作実績で国内トップクラスとなる。
2020年（令和2年）グローバル人材事業では、年間1,000人の外国人を日本企業とマッチングさせる（業界トップクラス）。

### 学校設立 - 若者支援 - YouTubeチャンネル始動
2021年（令和3年）フィリピンのセブ島にて現地法人を設立し、海外BPO事業を開始。中高生向けのオンライン大学校GPU（Global Partners University）を開校し、若者のキャリア教育を開始。
2022年（令和4年）出版事業を開始。同年、海外留学プログラム事業を開始。
2024年（令和6年）7月16日、自身のYouTubeチャンネル「山本康二 | 若者と世界を変える」を開設。
2025年（令和7年）8月1日、初の著書『昭和が9割正しい！〝ゾス流〟強い人間・会社・日本のつくり方』をビジネス社から出版。すべてはゾス！（気合のあいさつ）で解決できる。昭和の遺産を食いつぶす、平成・令和の「気持ち悪い」風潮をぶっ壊す。戦後80年を知ることで偉大な日本を取り戻す。“ゾス流”強い人間・会社・日本の作り方について書き綴った。同年8月20日CDデビュー。『ホリエモン with 林 尚弘～キャバクラ人生／シャンパンコールの歌(ゾス飲み)』で山本のゾスに関する曲が発表。山本の元気になるコールが聞ける。

## 略歴
- 1995年 - 株式会社光通信 入社
- 1999年 - 株式会社光通信 取締役 インターネット事業本部長 就任
- 2001年 - 株式会社クレイフィッシュ（現 e-まちタウン株式会社）代表取締役社長 就任
- 2001年 - 光通信取締役代理店事業部長 就任
- 2003年 - 業種特化事業部長 就任
- 2004年 - 大手法人事業部長 就任
- 2006年 - 株式会社アイ･イーグループ 代表取締役社長 就任
- 2006年 - 光通信取締役法人事業本部長 就任
- 2008年 - 光通信常務取締役 就任
- 2009年 - アリババマーケティング（現グローバルパートナーズ株式会社）代表取締役社長…光通信、ソフトバンク、アリババの合弁会社として設立
- 2013年 - グローバルパートナーズ株式会社へ商号変更
- 2014年 - ジャパントレードセンター・ドバイ 設立
- 2014年 - セブ島にて「語学留学付きコールセンター」開始
- 2014年 - MBO実施
- 2018年 - YouTubeCM動画制作事業開始
- 2019年 - グローバル人材事業開始
- 2021年 - Global Channel,Inc.Cebu 設立
- 2022年 - AmzonPOD出版プロデュース事業開始
- 2022年 - GPUオンライン大学校 開校

## 光通信時代の仕事歴（日本一を獲得）
※下記の日本一は当時のもの
- 東証最年少上場
- 東証最短上場
- 株価上昇率
- 株価暴落率
- ブラック企業ランキング
- 営業マン採用数
- 営業マン離職数
- 市外電話サービス獲得数
- 国際電話サービス獲得数
- 第三分野保険獲得数
- 携帯電話販売数
- 法人向け携帯電話販売数
- ISDN獲得数
- ADSL獲得数
- 光回線獲得数
- プロバイダー獲得数
- 独自ドメイン獲得数
- レンタルサーバー獲得数
- ビジネスホン販売数
- コピー機販売数
- CS放送獲得数
- 法人向け販売網規
- 海外進出支援数
- YouTubeCM制作数
- AmazonPOD出版プロデュース数
- ホームページ制作数等

## その他
- 人生に大きな影響を与えたのが、光通信を創立した重田康光。新卒入社後4年で先輩を飛び越えて取締役になったが、重田は山本の名前を覚えない。興味があるのはいくら使って、いくら稼いだかの数字だけだった。そのおかげでロマンや美学を持って何かを命懸けでやることができた。2009年に日本でアリババの代理店事業に関わったのも、重田氏の影響。売り上げ3,000億円を達成したとき「早く1兆円やれよ」と重田に言われた。認められたいために、当時まだ無名だったアリババの存在を知り、1年半くらいソフトバンクの企画会議に潜り込み、アリババの代理店事業「アリ マーケティング」を始めた。当初は「ババ」はもらえていなく、中国本社非公認の勢いでトライアルスタートし、瞬く間に実績を出して「ババ」を後からもらい「アリババマーケティング」を名乗れるようになった[2]。
- 2009年、アリババを日本に普及させるために、光通信、ソフトバンク、アリババの合弁企業として設立されたのがアリババマーケティングだった。当時、山本は光通信籍でありながら、アリババマーケティングの代表取締役に就任した[12]。
- 山本のモットウは「自社の売り上げはゼロでいいから、お客さまの売り上げを1円でもアップしろ」[12]
- 山本の社長を育てる術は「本人以上に期待してあげる」ということ。本人が100しかできないと思うところを、山本は120を期待する[12]。
- 山本は気合いを入れる挨拶「ゾス！」を使う。光通信時代から使っていたもので2024年から急に注目される。もともと『お疲れっす』が短縮されたもの。珍しい合言葉と、コンプラ時代に思わずヒヤッとする山本の厳しい指導も相まって、SNSで一気に拡散した。幻冬舎の箕輪厚介は「ゾス山本」と名称。2024年末にはABEMA Primeでゾス特集がされ、Yahoo!ニュースに記事が掲載された[13]。

## 書籍
- 『昭和が9割正しい！〝ゾス流〟強い人間・会社・日本のつくり方』（ビジネス社、2025年8月1日)　ISBN 978-4828427430

## CD
- 『ホリエモン with 林 尚弘～キャバクラ人生／シャンパンコールの歌(ゾス飲み)』（VESSEL LIFE MUSIC、2025年8月20日）　品番：COCA-18308

## メディア出演
- 『堀江貴文 ホリモンチャンネル』（YouTubeチャンネル） - 対談ゲスト[14]
- 『就活サバイバルNEO』（YouTubeチャンネル） - レギュラー審査員[15]
- 『夢叶えるプロジェクト2024』 - 審査員[16]
- 『Nontitle』（YouTubeチャンネル） - 審査員[17]
- 『ラファエル倶楽部』（YouTubeチャンネル）[18]
- 『経済界』（経済界）[19]